# Sarah Bond
Sarah Bond é uma executiva americana e atual presidente do Xbox na Microsoft, supervisionando todas as operações da marca como plataforma e ecossistema, incluindo hardware e dispositivos, experiências de jogadores e criadores, engenharia de plataforma, estratégia, planejamento de negócios, dados e análises e negócios. desenvolvimento e parcerias.

## Carreira
Sarah Bond é uma executiva reconhecida por suas realizações na indústria de tecnologia e jogos. Iniciando sua carreira como sócia associada da McKinsey & Company. Ao fazer a transição para a T-Mobile, Bond ocupou cargos importantes, incluindo chefe de gabinete do CEO John Legere e posteriormente vice-presidente sênior de estratégia e desenvolvimento corporativo.
Em 2017, Bond ingressou na Microsoft, começando como vice-presidente corporativo, supervisionando o desenvolvimento de negócios de jogos e parcerias no Xbox. Mais tarde, ela assumiu o cargo de vice-presidente corporativa de experiência e ecossistema de criadores de jogos.«Sarah Bond». Archives of IT (em inglês). Consultado em 7 de novembro de 2023</ref> Notavelmente, Bond desempenhou um papel fundamental representando a Microsoft durante a oferta examinada para adquirir a Activision Blizzard, incluindo testemunhar no julgamento da FTC vs Microsoft em 2022.
Em 2022, ela recebeu o Visionary Award da GamesBeat em 2022 por suas contribuições para a indústria. Em 26 de outubro de 2023, Bond foi promovido a presidente do Xbox, reportando-se diretamente ao CEO da Microsoft Gaming, Phil Spencer.
Além da Microsoft, Bond atua em conselhos de organizações como Zuora, Chegg e Entertainment Software Association (ESA).

## Vida pessoal
Sarah Bond é formada em Economia pela Universidade de Yale e possui MBA pela Harvard Business School. Ela morou no Reino Unido por dez anos para estudar antes de voltar para os Estados Unidos.